# Montipora socialis
Espèce
Montipora socialis est une espèce de coraux appartenant à la famille des Acroporidae. Selon le World Register of Marine Species, cette espèce n'est pas acceptée et est assimilée à Montipora foveolata (Dana, 1846).